# 야코프 슈타이너
야코프 슈타이너(독일어: Jakob Steiner IPA: [ˈjaːkɔp ˈʃtaɪ̯nɐ], 1796년 3월 18일 ~ 1863년 4월 1일)는 스위스의 수학자이다. 기하학에 공헌하였다.

## 생애
1796년 3월 18일 스위스 베른 근처의 마을 우첸슈토르프(Utzenstorf)에서 태어났다. 아버지는 니클라우스 슈타이너(Niklaus Steiner, 1752년 ~ 1826년)였으며, 어머니는 아나 바르바라 베버(Anna Barbara Weber, 1757년 ~ 1832년)였다.
14세가 되어서야 글을 읽는 법을 배웠다. 1814년에 이베르동레뱅에 있는 실험 학교에 무료로 입학하여, 1818년에 졸업하였다. 이후 수학 개인 강사로 일하다가, 베를린의 한 김나지움 수학 강사로 임용되었지만, 곧 1822년에 해고당했다. 이후 다른 김나지움에 취직하였으며, 이 동안 수학 연구를 계속하였다.
1833년에 쾨니히스베르크 대학교에서 명예 박사 학위를 수여받았다. 카를 구스타프 야코프 야코비와의 인맥을 통해 1834년에 베를린 훔볼트 대학교의 교수가 되었다. 1853년에 슈타이너 계를 도입하였다.
슈타이너는 평생 독신이었다. 노년에는 신장병으로 고생하였으며, 고향의 스위스에서 장기간 요양하였다. 1863년 4월 1일 베른에서 사망하였다. 사후에 상당한 양의 재산을 남겼는데, 그 가운데 ⅓은 프로이센 과학 아카데미에 기증되었으며, ⅓은 친척들에게, ⅓은 고향 우첸슈토르프의 학교에 기증되었다.

## 저서

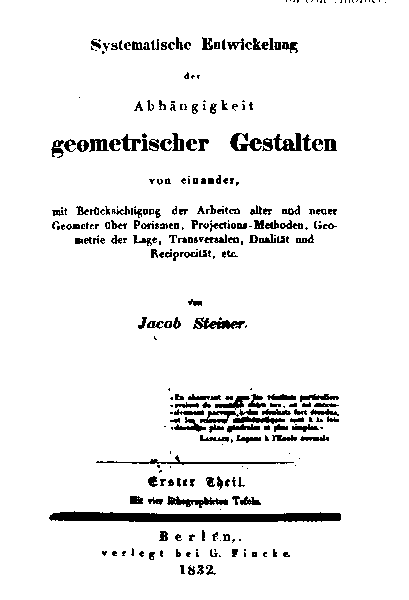
《기하학적 형태의 상호 의존에 대한 체계적 전개》 표지

- Steiner, Jakob (1832). 《Systematische Entwickelung der Abhängigkeit geometrischer Gestalten von einander》 (독일어).
  - 《기하학적 형태의 상호 의존에 대한 체계적 전개》
- Steiner, Jakob (1833). 《Die geometrischen Constructionen ausgeführt mittels der geraden Linie und eines festen Kreises》 (독일어).
  - 《직선과 고정된 원으로 가능한 기하학적 작도》
- Steiner, Jakob (1867). 《Vorlesungen über synthetische Geometrie. Erster Theil: Die Theorie der Kegelschnitte in elementarer Darstellung》 (독일어). Druck und Verlag von B. G. Teubner.
  - 《조립 기하 강해. 제 1권》
- Steiner, Jakob (1867). 《Vorlesungen über synthetische Geometrie. Zweiter Theil: Die Theorie der Kegelschnitte, gestützt auf projektivische Eigenschaften》 (독일어). Druck und Verlag von B. G. Teubner.
  - 《조립 기하 강해. 제 2권》

## 같이 보기
- 미켈 정리
- 방멱
- 델토이드 곡선
- 퐁슬레-슈타이너 정리
- 슈타이너 내접 타원
- 슈타이너 점

## 참고 문헌
- Blåsjö, Viktor (2009). “Jakob Steiner’s Systematische Entwickelung: the culmination of classical geometry”. 《The Mathematical Intelligencer》 (영어) 31 (1): 21–9. doi:10.1007/s00283-008-9012-z.